# Mặt trời lấp lánh

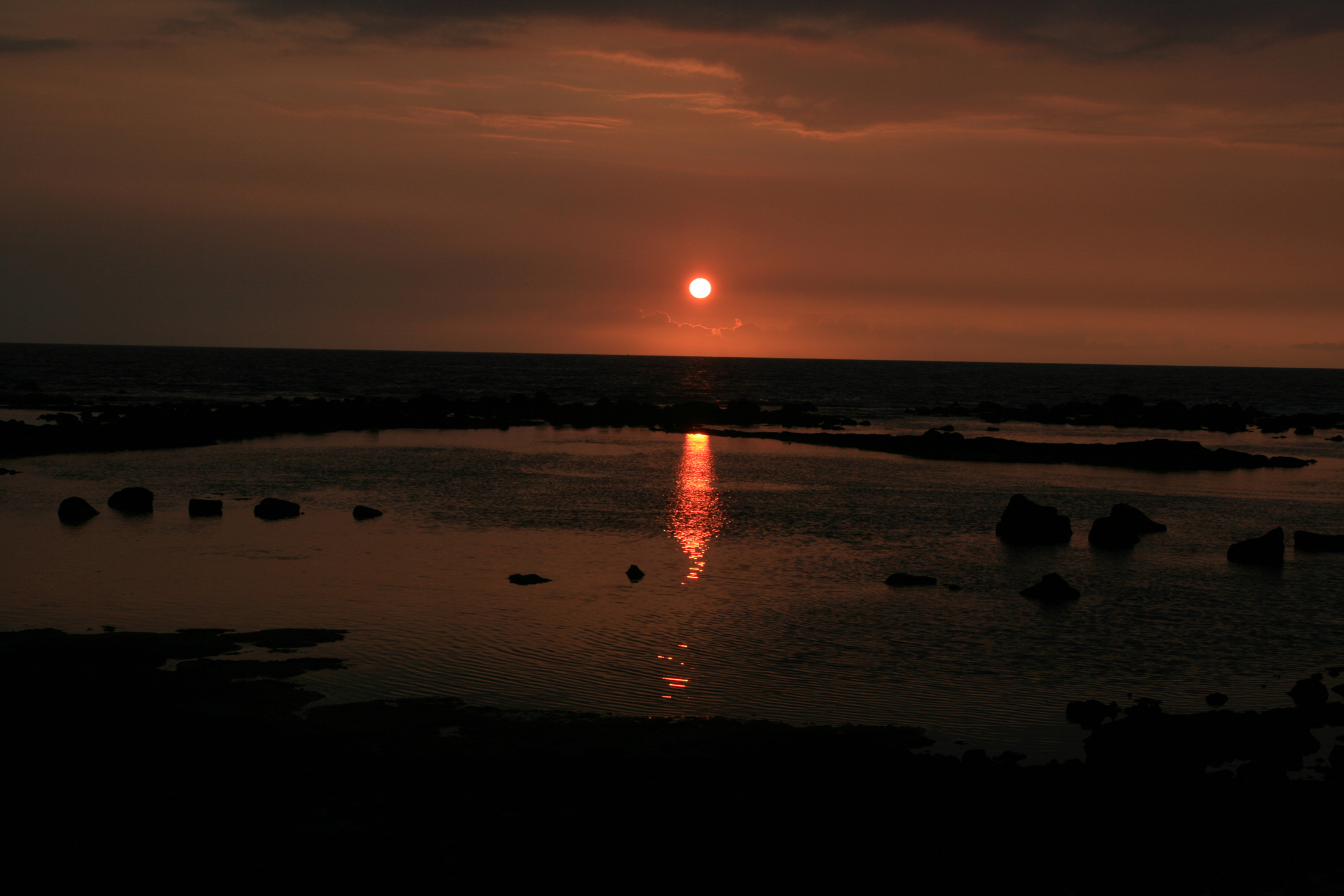
Mặt trời lấp lánh

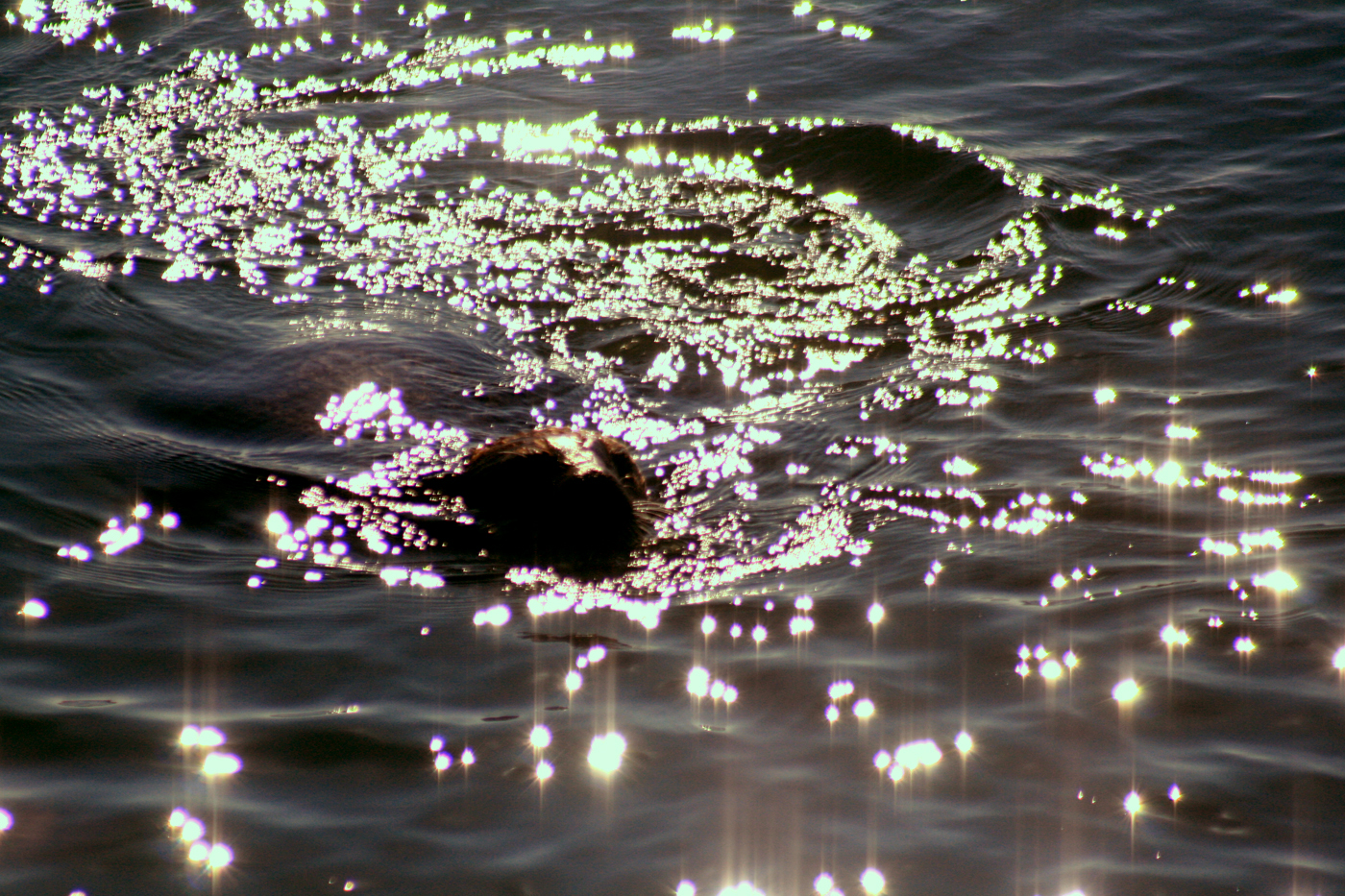
Rái cá biển và mặt trời lấp lánh

Mặt trời lấp lánh là một ánh sáng rực rỡ, lấp lánh được hình thành khi ánh sáng Mặt Trời phản chiếu từ sóng nước. Sóng có thể được gây ra bởi sự chuyển động tự nhiên của nước, hoặc do sự di chuyển của chim hoặc động vật trong nước. Ngay cả một gợn sóng từ một hòn đá ném sẽ tạo ra một ánh sáng lấp lánh nhất thời.
Ánh sáng phản chiếu từ các bề mặt mịn bằng phản xạ gương. Một bề mặt gợn sóng nhưng mịn cục bộ như nước có sóng sẽ phản chiếu hình ảnh Mặt Trời ở các góc khác nhau tại mỗi điểm trên bề mặt của sóng. Do đó, người xem ở đúng vị trí sẽ nhìn thấy nhiều hình ảnh nhỏ của mặt trời, được hình thành bởi các phần của sóng được định hướng chính xác để phản chiếu ánh sáng của Mặt Trời tới mắt người xem. Mẫu chính xác nhìn thấy phụ thuộc vào vị trí chính xác của người xem. Màu sắc và độ dài của hình ảnh lấp lánh phụ thuộc vào độ cao của Mặt Trời. Mặt Trời càng thấp, hình ảnh lấp lánh càng dài và đỏ hơn. Khi Mặt Trời thực sự thấp phía trên đường chân trời, ánh sáng vỡ ra vì sóng, đôi khi có thể cản trở mặt trời và tạo bóng trên ánh sáng lấp lánh.
Mặt trời lấp lánh có thể đủ sáng để làm hỏng mắt của một người. Cần thận trọng trong khi quan sát những ánh sáng lấp lánh này.